# Prunus subhirtella
Espèce
Prunus subhirtella est une espèce de plantes à fleurs de la famille des Rosaceae. On la trouve en Asie de l'est, à l'état sauvage.
Cet arbuste ornemental est également cultivé un peu partout sur l'hémisphère nord. Il fleurit abondamment d'avril à mai. Les fleurs sont blanches à rosées.

## Hybrides
- C'est l'un des parents de l'hybride Prunus ×yedoensis.
- Prunus ×subhirtella 'Autumnalis', aussi appelé « cerisier d'automne », est un petit arbre qui a la particularité de fleurir en automne et hiver au moment où les fleurs sont rares dans les jardins. Les boutons floraux roses s'épanouissent en fleurs semi-doubles, blanches. Elles s'ouvrent par intermittence en automne et pendant les périodes douces de l'hiver. La floraison légère et gracieuse surprend agréablement pendant la saison froide. Le feuillage vert prend de belles teintes jaune cuivré en automne.

## Nom vernaculaire
- Cerisier d'hiver[1]
- Higanzakura ou Kohigan-zakura[2], Japon
- Higan cherry, dans le monde anglophone